# Anders Domhagen
Stig Anders Georg Domhagen, född 24 februari 1955 i Norrbyås församling i Örebro län, är en svensk militär.

## Biografi
Anders Domhagen avlade officersexamen vid Krigsskolan 1975 och utnämndes samma år till officer i armén. Åren 1980–1981 studerade han vid Arméns kompaniofficersskola där han efter studierna befordrades till fänrik. Åren 1983–1984 genomgick han kaptensutbildning.
I slutet av 1980-talet tjänstgjorde han i trupptjänst vid Livregementets grenadjärer, där han i huvudsak utbildade i pansarvärn och befälsutbildning vid Livkompaniet. Efter studier vid Militärhögskolan åren 1990–1991 befordrades han till major 1991 och tjänstgjorde i mitten av 1990-talet vid Arméns brigadcentrum. I slutet av 1990-talet var han placerad som major vid Livregementets grenadjärer och tjänstgjorde vid Markstridsskolan. Åren 1996–1998 läste han högre officersprogrammet vid Försvarshögskolan där han utbildade sig till överstelöjtnant. Han var från 2000 ställföreträdande chef för Livregementets grenadjärgrupp i Mellersta militärdistriktet, befordrades till överstelöjtnant 2001 och var chef för Örebro-Värmlandsgruppen vid Livregementets husarer 2005–2011.[källa behövs] Efter sin tid vid Örebro-Värmlandsgruppen tjänstgjorde Anders Domhagen vid Försvarsmaktens telenät- och markteleförband och även i den svenska kontingenten vid International Security Assistance Force i Afghanistan.[källa behövs]
Åren 2017–2024 var han reservofficer vid Västra militärregionen (MRV) som samverkansofficer.
Civilt var Anders Domhagen aktiv under 1980-talet i kommunalpolitiken för Moderaterna. Han har även varit säkerhetschef och beredskapsplanläggare vid riksdagen. Vid sidan av hans militära karriär har han bland annat varit ordförande i Livregementets grenadjärers officerskår och ansvarig för Bielkemässen som sedan 2009 är belägen i Kumla stadshus. Förbundsordförande för Försvarsutbildarna i Örebro län, styrelseledamot för Fredsbaskrarna Örebro och Allmänna Försvars Föreningen (AFF) Örebro, säkerhetsansvarig vid Fälttävlan Segersjö, Valdistriktsordförande vid allmänna val i Örebro kommun.